# Har Tamir
Har Tamir (hebrejsky: הר תמיר) je vrch o nadmořské výšce 757 metrů v Izraeli, v pohoří Judské hory.
Nachází se cca 5 kilometrů severozápadně od centra Jeruzaléma. Má podobu návrší, které je porkyto areálem hřbitova Har ha-Menuchot. Na severu terén prudce spadá do údolí potoka Sorek, respektive do údolí Emek ha-Arazim. Po úpatí vede dálnice číslo 1 a z ní odbočující třída Sderot Ben Gurion jako hlavní příjezdní komunikace do centra města.